# Dave Finnigan
Dave Finnigan (* 11. Dezember 1941) ist ein US-amerikanischer Jongleur.
Finnigan, der 1976 anfing jonglieren zu lernen und mittlerweile allgemein auch als Professor Confidence bezeichnet wird, hat mehrere Bücher über die Kunst des Jonglierens geschrieben und eine Videoserie über das Thema gedreht. Er arbeitet heute hauptsächlich als Lehrer für Jonglage und hat nur noch wenige Auftritte.